# Jean-Joseph Gaume

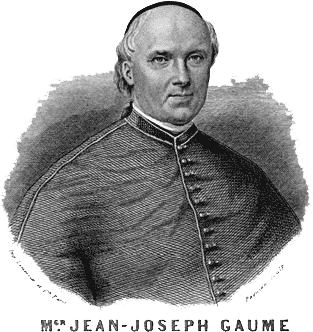

Jean-Joseph Gaume (5 de maio de 1802 – 19 de novembro de 1879) foi um teólogo e autor católico romano francês.

## Vida e títulos
Gaume nasceu na cidade de Fuans, condado francês. Embora ligado à Diocese de Nevers, ele foi professor de teologia, diretor do petit séminaire e vigário-geral da diocese. 
Papa Gregório XVI fez dele um cavaleiro da Ordem Reformada de São Silvestre. Doutor em teologia da Universidade de Praga, membro de várias sociedades de eruditos, vigário-geral honorário de várias dioceses, recebeu do papa Pio IX, em 1854, o título de protonotário apostólico. 

## Obras e a controvérsia clássica
Gaume escreveu numerosos livros tratando de teologia, história e educação, que deram origem a um debate sobre os clássicos. O autor culpou a Renascença como uma ressurreição do paganismo da antiguidade, como a fonte primordial de todo o mal de seus dias. Tal é a ideia dominante das obras "Les Trois Rome" (1847), "Histoire de la societé domestique" (2 vols., 1854) e "La Révolution" (8 vols., 1856). 
Como cura, era necessário conceber um novo método de moldar a infância e a juventude; isso consistiria na instrução catequética e na exclusão de autores pagãos de estudos clássicos. Em apoio a este método, ele escreveu "Catéchisme de Persévrance, ou Exposé de la Religion depuis l'origine du monde jusque nà jours" (8 vols., 1854); "La Religion et l'Eternité" (1859); "Traité de l'Esprit Saint (1864). A esta série de trabalhos pertence o seu" Manuel du Confesseur "(1 * 54) e" l'Horloge de la Passion "(1857), que ele traduziu de Santo Afonso de Ligório. 
A reforma, ou melhor, a revolução, que ele considerou necessária na instrução clássica que ele havia indicado já em 1835 em seu livro "Le Catholicisme dês l'éducation", ficou sem suscitar muitos comentários. Ele retornou ao assunto em 1851 em uma obra intitulada "Le Ver rongeur des sociétés modernes ou le Paganisme dans l'Education". O patrocínio de dois influentes prelados - Thomas-Marie-Joseph Gousset, arcebispo de Reims, e Pierre Louis Parisis, bispo de Arras - e sobretudo os artigos de Louis Veuillot em "L'Univers", que apoiaram Gaume desde o início, por seus pontos de vista, uma audiência que eles antes não conseguiram assegurar e que provocou uma controvérsia viva entre os católicos. 
Depois de ter demonstrado que a formação intelectual da juventude durante os primeiros séculos da Igreja e em toda a Idade Média foi realizada através do estudo de autores cristãos (cap. I-vi), Gaume prossegue para provar que a Renascença do século XVI perverteu a educação em toda a Europa pela substituição de escritores pagãos por autores cristãos. Em apoio à sua tese, ele apresenta o testemunho dos homens (viii-ix) e dos fatos (x-xxv), indicando a influência do paganismo clássico na literatura, na fala, nas artes, na filosofia, na religião, na família e na sociedade. Gaume não foi tão longe a ponto de excluir os textos pagãos; ele permitiu-lhes algum lugar nas três classes mais altas (o curso compreendia oito), mas baniu-os dos primeiros cinco anos. 
Consultado pelos professores de seu petit séminal sobre o curso a seguir, o bispo de Orléans, Félix Dupanloup, dirigiu-lhes uma carta sobre o ensino clássico, na qual ele se declarou a favor dos regulamentos e métodos existentes, preservando assim para os antigos autores o grau que eles tinham até então ocupado, mas ao mesmo tempo, atribuindo um lugar importante para a Sagrada Escritura, os Padres e autores modernos. Agudamente atacado por Veuillot em L'Univers, o bispo retrucou com uma publicação pastoral sobre os clássicos e especialmente sobre a interferência do jornalismo leigo na administração episcopal, e concluiu pedindo aos professores de seus pequenos petits que não recebessem mais L'Univers. Então a questão ficou ainda mais ardente; Artigos de jornais, brochuras, panfletos, até mesmo livros se sucederam sobre essa questão, o que criou uma comoção geral entre os educadores. Gaume publicou em apoio de sua tese a Lettre sur le paganisme dans l'éducation. Por um tempo, parecia que a diocese estava prestes a se dividir. 
Neste momento, Mgr. Dupanloup redigiu uma declaração assinada por quarenta e seis prelados. Continha quatro artigos, dos quais dois tratavam de jornalismo em suas relações com a autoridade episcopal e dois tratavam do uso dos clássicos. Foi aí declarado: 
1. que o emprego dos clássicos antigos nas escolas secundárias, quando propriamente escolhidos, cuidadosamente expurgados e explicados do ponto de vista cristão, não era mau nem perigoso;
2. que, no entanto, o uso destes clássicos antigos não deveria ser exclusivo, mas que era útil juntar-se a ele em medida, como é geralmente feito em todas as casas dirigidas pelo clero, o estudo e explicação de autores cristãos.

No entanto, exigiu instruções de Roma para pôr fim a essa controvérsia. Gaume publicou ainda: "Bibliothèque des classiques chrétiens, latins et grecs" (30 vols., 1852–55); "Poètes et Prosateurs profanes complètement expurgés" (1857).